# Canthon lamprimus
Canthon lamprimus là một loài bọ cánh cứng trong họ Bọ hung (Scarabaeidae).